# غرهام باركر
غرهام باركر (بالإنجليزية: Grahame Parker)‏ (11 فبراير 1912 بغلوستر في المملكة المتحدة - 11 نوفمبر 1995 في المملكة المتحدة) هو لاعب كركيت ولاعب اتحاد الرغبي ولاعب كرة قدم بريطاني (وحمل سابقاً جنسية المملكة المتحدة لبريطانيا العظمى وأيرلندا) في مركز ظهير ‏. شارك مع منتخب إنجلترا الوطني لإتحاد الرغبي. أما مع النوادي، فقد لعب مع نادي مقاطعة غلوستر للكريكت ‏ ونادي كامبريدج لكرة القدم ونادي جامعة كامبريدج للكريكيت ‏.

## وصلات خارجية
- غرهام باركر على موقع إي آس بي آن كريك إنفو (الإنجليزية)
- غرهام باركر عل موقع إسبنسكروم (الإنجليزية)